# 馬克·達菲
馬克·達菲（英語：Mark Duffy；1985年10月7日—）是一位英格蘭足球運動員，在場上的位置是右邊鋒。他現在效力於英格蘭北部超級聯賽的Macclesfield，曾效力於伯明翰、唐卡斯特等球隊。

## 球會生涯
達菲在祖家利物浦和威爾斯的雷克斯汉姆開始學習踢球，之後在非聯賽球隊沃克斯豪尔和佩雷斯科開始其成年生涯。
2009年2月，達菲以外借方式加盟英乙球會莫克姆,，同年夏天正式永久轉會。2011年1月20日，他加盟英冠球會斯坎索普联並簽約兩年半，在兩天後首次替新東家上場對伯恩利，以0-0打平。2013年7月，達菲改投剛晉級至英冠的唐卡斯特，但一年後因為球隊降至英甲，於是在2014年6月與伯明翰簽約加盟。
2014/15球季首個賽日對米德尔斯堡，達菲在下半場入替上場完成伯明翰首秀，9月27日首次先發上場，主場以2-1不敵富勒姆，而他在中場休息、球隊領先時被換出。此役之後他只在聯賽獲得1次上場機會，2015年1月便被外借到英甲的切斯特菲尔德一個月，上場3次。2015/16球季開始前，達菲被外借至英甲新丁保顿艾尔宾，在2016年1月2日期滿，在外借期間他成為先發陣容的一員。